# Mariage de Carl Philip de Suède et de Sofia Hellqvist
Le mariage du prince Carl Philip de Suède et de Sofia Hellqvist est un mariage princier célébré à la chapelle du palais royal de Stockholm le 13 juin 2015.

## Contexte

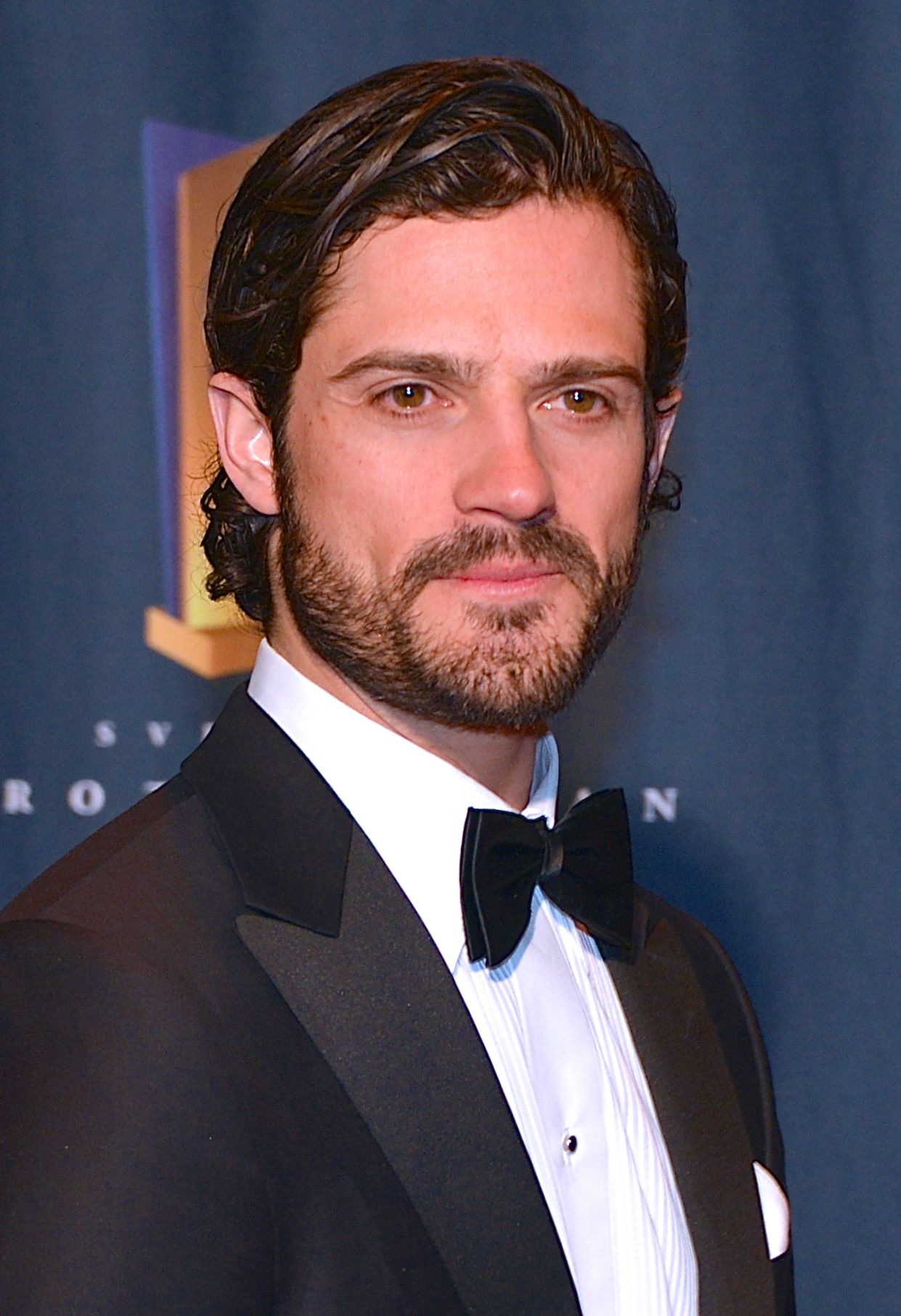
Le prince Carl Philip.

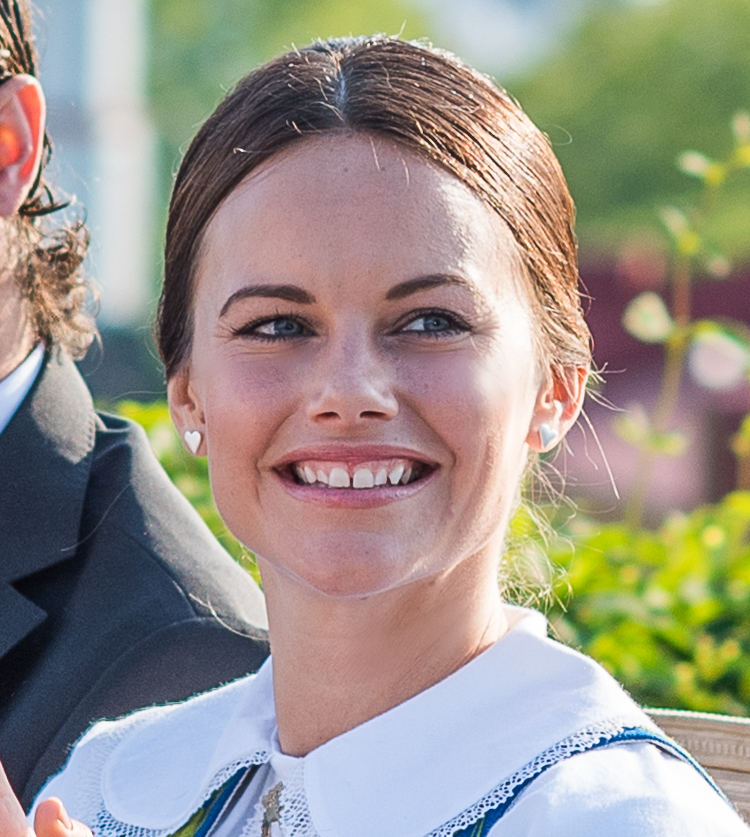
Sofia Hellqvist.

### Annonce
Le couple annonce ses fiançailles le 27 juin 2014, précisant : « Nous souhaitons un mariage estival dans le milieu du mois de juin, lorsque la Suède est extrêmement belle ».
Le 17 mai 2015, les bans sont lus dans la chapelle royale de Stockholm. Le même jour, le tribunal annonce qu'après le mariage Sofia Hellqvist sera titrée Son Altesse Royale, la Princesse Sofia de Suède, duchesse de Värmland,.

### Mariage
Les festivités commencent le 12 juin, avec un dîner privé pour les invités, sur l'île de Skeppsholmen.
Le mariage a lieu le 13 juin à 16 h 30 dans la chapelle royale de Stockholm.
Un ami proche du prince, Jan-Åke Hansson, est son témoin. La nièce du prince, la princesse Estelle, ses cousines Anaïs et Chloé Sommerlath et la filleule de Sofia, Tiara Larsson, sont demoiselles d'honneur. Sofia est escortée à mi-chemin dans l'allée par son père ; elle et le prince Carl Philip marchent ensemble sur l'autre moitié. Sofia porte une robe dessinée par Ida Sjöstedt. La robe est en trois tons de blanc et faite en crêpe de soie d'organza italien doublé. La robe et la traine sont embellies avec de la dentelle de couture. Le voile est fait de tulle de dentelle de coton pur.
Le bouquet de mariée de Sofia est composée de roses et de myrte. En accord avec la tradition du bouquet de mariage de la famille royale, le myrte provient du parc du château Sofiero. Les fleurs sont dans des tons crème et corail et sont attachées ensemble. Carl Philip porte une tenue de 1878.
Après le mariage, les mariés montent dans un carrosse à la tête d'un cortège à travers les rues de Slottsbacken, Skeppsbron, Slottskajen, Norrbro, Regeringsgatan, Hamngatan, Nybroplan, Nybrokajen, Hovslagargatan, Södra Blasieholmshamnen et Strömbron pour arriver au parc Logården du Château de Drottningholm.
Les forces armées défilent le long du cortège et après leur arrivée au parc Logården, donnent au couple une salve de 21 coups de canon. Sur le balcon du palais, Carl Philip donne un bref discours à la foule rassemblée, affirmant que « la Suède est un pays chaleureux ».
Les festivités se poursuivent avec le dîner dans la salle du palais royal de Stockholm et dans la Galerie Karl XI. Fredrik Eriksson, Mathias Dahlgren, Mark Aujalay, Henrik Norström et Mattias Ljungberg sont responsables du dîner du mariage. Lors du banquet de mariage, le roi Charles-Gustave accueille les invités du couple.

## Demoiselles d'honneurs et témoin

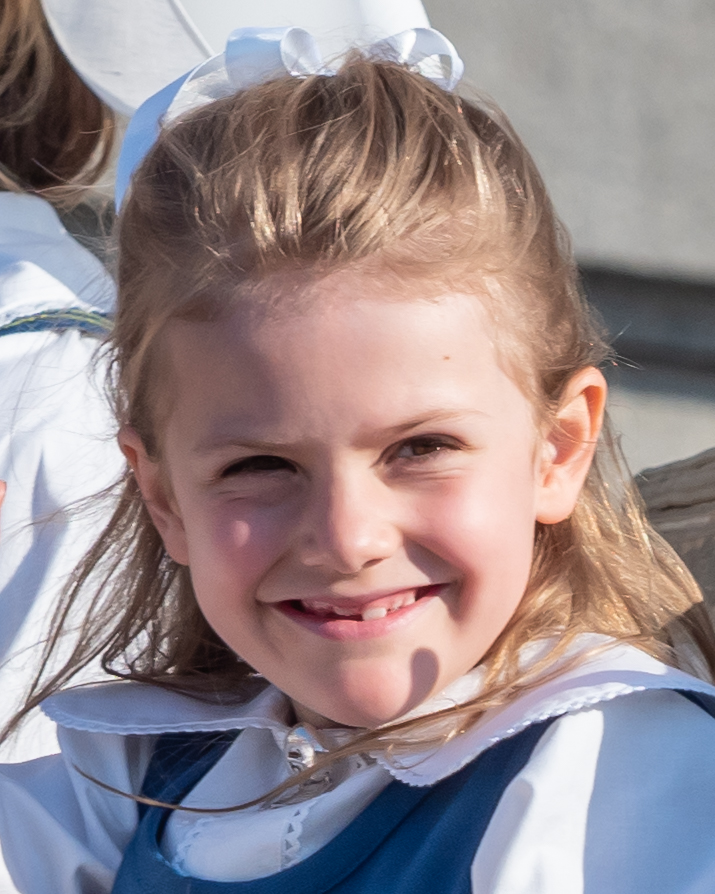
La princesse Estelle, duchesse d'Östergötland.

- La princesse Estelle, duchesse d'Östergötland (demoiselle d'honneur)
- Mme Anaïs Sommerlath (demoiselle d'honneur)
- Mme Chloé Sommerlath (demoiselle d'honneur)
- Mme Tiara Larsson (demoiselle d'honneur)
- M. Jan-Åke Hansson (témoin)